# Kádár Lívia
Kádár Lívia, 1910-ig Müller, névváltozata: Mihály Lívia (Budapest, 1894. január 31. – 1985) grafikus, festő. Bátyja Mihály Rezső festőművész volt.

## Élete
Nagypolgári családban született Müller Frigyes (1846–1920) tinta- és festékgyáros és Stern Debóra (1860–1944) lányaként. Budapesten tett szert művészi képzettségre. 1909-ben Párizsba, majd Algírba utazott, valamint egy évig Belgiumban élt. Az első világháború után második férjével, Kádár Endre íróval ismét Párizsba, majd Londonba és New Yorkba utazott. Először 1925-ben a londoni Greatorex Galleryben és 1926-ban a párizsi Salon Nationalban és Grand Palaisben mutatta be műveit. Mindkét városban jelentős sikereket ért el. 1928-ban Washingtonban, 1929-ben New Yorkban, Bostonban, Detroitban és Chicagóban szerepelt, ez utóbbin rézkarcával díjat nyert. Tagjai közé választotta a párizsi Salon, valamint a londoni Royal Society of Miniature is. Főként rézmetszeteket készített, pontozó technikával. Utolsó hazai megbízatása az 1930-ban a Könyvbarátok Köre kiadásában megjelent Csongor és Tünde kötet volt, melyet tollrajzokkal illusztrált. Egyéb illusztrációkat és ex libriseket is készített. Vízfestmény tájképei külön csoportot képeznek.

## Magánélete
Először Kálmán Miklós Lajos vegyészmérnök felesége volt, akivel két házasságban töltött év után 1914-ben elvált. Második házastársa Kádár Endre író volt, akivel 1914. március 4-én kötött házasságot. 1939-ben elvált tőle. Harmadik férje dr. Móricz Miklós volt.

## Munkái megtalálhatóak az alábbi gyűjteményekben
- Victoria and Albert Museum (London)
- British Museum (London)
- Bibliotheque National (Párizs)
- National Gallery (Manchester)
- Cleveland Museum of Art
- Museum of Fine Arts (Boston)
- Indianapolis Museum of Art
- Library of Congress (Washington)